# Rotgipfler

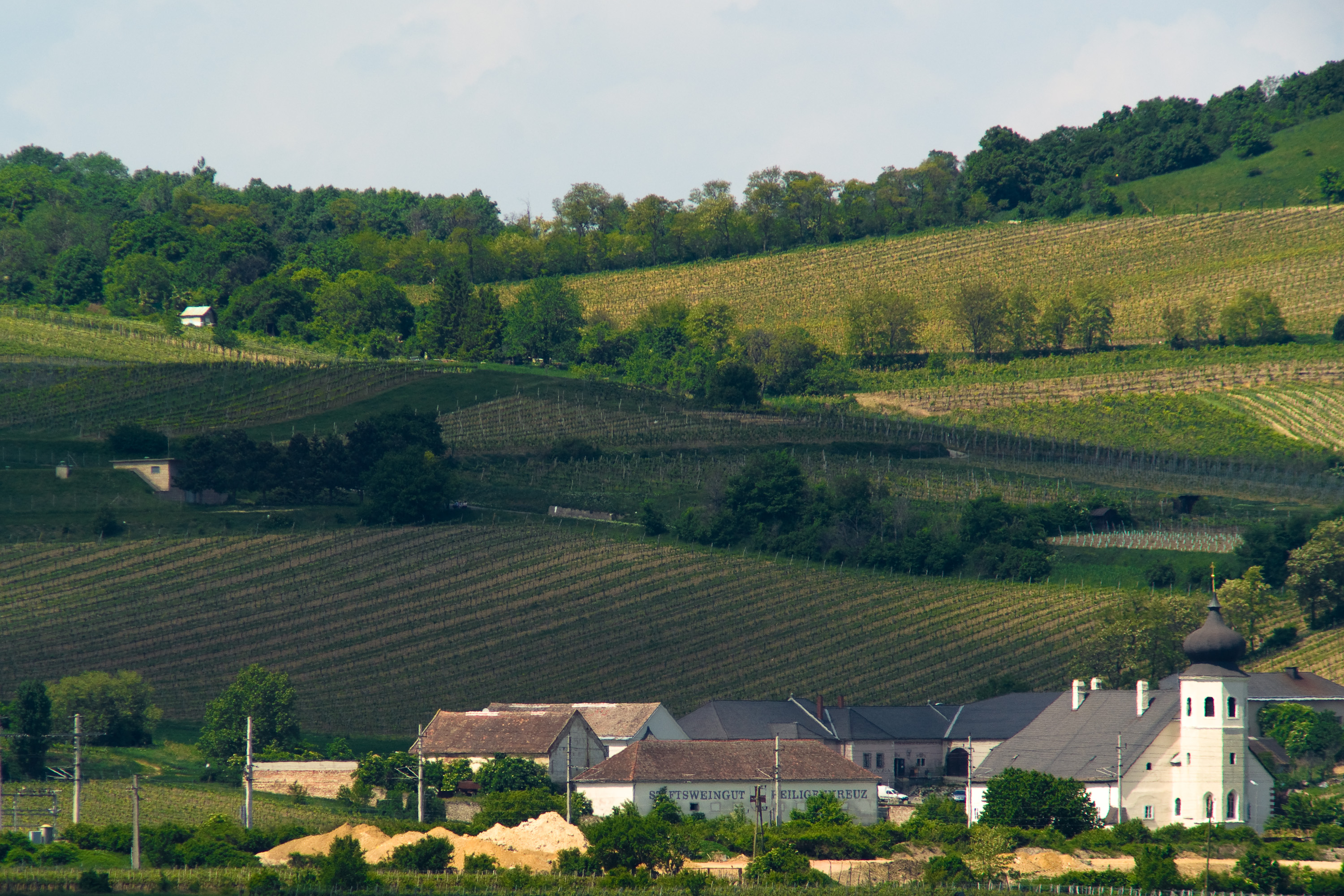
Das Freigut Thallern – Stiftsweingut Heiligenkreuz ist eines der ältesten Weingüter Österreichs und liegt im Gemeindegebiet von Gumpoldskirchen (Bezirk Mödling, NÖ).

Der Rotgipfler ist eine autochthone Weißweinsorte aus Österreich, die heute fast nur noch in der Gegend um Gumpoldskirchen zu finden ist (Weinbaugebiet Thermenregion).

## Abstammung, Herkunft
Der Rotgipfler wurde erstmals in der Steiermark um 1837 von Johann Burger erwähnt und ist eine natürliche Kreuzung von Traminer x Roter Veltliner. Der Rotgipfler erhält seinen Namen von den rötlichen Triebspitzen.
Nach Württemberg kam die Sorte ab 1850. Johann Philipp Bronner verbreitete die Sorte im Weinbaugebiet Baden, von wo sie im Jahr 1874 ins benachbarte Elsass gelangte.
Mit dem Weißgipfler (Grüner Veltliner) ist diese Rebsorte verwandt.

## Verbreitung
In Österreich wurde im Jahr 2015 eine bestockte Rebfläche von 197,5 ha erhoben. Hier hat sich auch fast ihre ausschließliche Verbreitung im Weinbaugebiet Thermenregion (NÖ). Dort wird sie vorwiegend als Partner des Zierfandler in der lokalen Spezialcuvée Spätrot-Rotgipfler verwendet. 
In geringerem Umfang ist Rotgipfler auch in Deutschland (Baden, Württemberg), in Frankreich (Elsass), sowie in Ungarn, Kroatien und Slowenien vertreten.

## Ampelografische Sortenmerkmale
- Die Triebspitze ist offen. Sie ist stark weißwollig behaart und hat eine starke rötliche Färbung (deshalb der Name Rotgipfer). Die grünen Jungblätter sind feinflammig behaart und am Blattrand bronzefarben eingefärbt.
- Das Triebwachstum ist aufrecht, aber schwach.
- Das Blatt ist mittelgroß, fünflappig mit roten Blattadern, tief gelappt
- Die Traube ist groß, dichtbeerig mit grünlich gelben, sehr saftigen Beeren besetzt.

Reife: spät

## Ertrag
Die Erträge sind hoch und regelmäßig.

## Wein
Bei guter Reife sind die Weine extraktreich und besitzen eine angenehme Säure und ein feines Bukett. Die Weine brauchen längere Zeit zur Reifung und sind zur Lagerung gut geeignet. Häufig wird die Sorte mit dem Zierfandler (auch Spätrot genannt) zum Spätrot-Rotgipfler (keine eigene Sortenbezeichnung) verschnitten. Neben den großen Mengen an Heurigenweinen entstehen in der Region zunehmend Qualitätsweine mit großem Potenzial.

## Ansprüche, Eigenschaften
Die Sorte benötigt die besten Lagen und wegen des schwachen Triebwuches wüchsige, mittelschwere und warme Böden. Verträgt gut kalkhaltige Böden. Bei hohen Erträgen kommt es zum Abholzen (Rückgang des Triebwachstums). Die Sorte ist peronosporaanfällig, botrytisanfällig und winterfrostempfindlich.

## Synonyme
Synonyme 31: Červenošpičák, Červenošpičiak, Cimarossa, Crvenovršič, Grober Reifler, Grüner Reifler, Kutjevačka Zelenika, Kutjevački Zelenac, Rafler, Raifler, Rdeči Vrh, Reifler, Rothgipfler, Rothgipfler Blanc, Rotreifler, Rotstreiffer, Rottreifler, Sladki Zelenac, Slatki Zelenac, Slatki Bijeli Zelenac, Slatzki Zelenac, Stat Kizelemac, Statkizelenac, Vöröscsucsu, Vöröshegyi, Vöröshegyü, Vörösrangii, Weißer Reifler, Weißer Rotgipfler, Weißer Rothgipfler, Zelen.